# Väntevärdesriktig
En parameterskattning är väntevärdesriktig om dess väntevärde är lika med värdet på den sökta parametern. Motsatsen till en väntevärdesriktig parameterskattning är en biased sådan.
Ett argument för varför slumpmässiga urval inom statistiken är att föredra bygger på att vi då får en väntevärdesriktig skattning av ursprungspopulationens okända parametrar (exempelvis medelvärdet och totalvärdet). Väntevärdesriktig skattning innebär att i genomsnitt, över alla möjliga stickprov som vi kan dra ur populationen, kommer stickprovsmedelvärdet att överensstämma med populationsmedelvärdet.
Istället för väntevärdesriktig kan man även säga förväntningsriktig, förväntningsrätt, medelvärdesriktig, medelvärdesrätt, unbiased, vänteriktig och väntevärdesrätt.